# Joseph Joffre
Joseph Joffre (Rivesaltes (Languedoc-Roussillon), 1852. január 12. – Párizs, 1931. január 3.) francia tábornok, akadémikus.

## Élete
Dél-franciaországi szőlőműves paraszt fiaként az École polytechnique elvégzése után lépett be a hadseregbe. Rögtön katonai alapkiképzése után részt vett az 1870-71-es porosz–francia háborúban. Tiszti esküjét Párizsban tette le. 1886-ban Vietnámban, 1894-ben Timbuktuban szolgált, ahol már parancsnoki rangban vezényelte csapatait. 1911-ben a francia hadsereg főparancsnoka lett. Felismerte a hadsereg és a modern technika kapcsolatának fontosságát. Folyamatosan szorgalmazta a stratégiailag fontos vasútvonalak megerősítését, kiépítését.
1914 szeptemberében a francia hadsereg főparancsnokaként a marne-i csatában sikeresen állította meg a császári német hadsereg invázióját. 1915 folyamán több sikertelen áttörési kísérlete megingatta pozícióját. Bukását végül a Verdun alatt elszenvedett francia vereségek hozták el, felmentették a főparancsnoki teendők alól.
1918-ban a Francia Akadémia tagjává választották. Haláláig a francia kormány tanácsadójaként dolgozott és kisebb külföldi katonai akciókat irányított, de a politikára gyakorolt befolyása ekkorra már a múlté volt.